# Баденска култура
Баденска култура је енеолитска култура која је назив добила по локалитету у Доњој Аустрији. Распростире се дуж Мађарске, северне и источне Аустрије, Моравске Чешке, јужне Словачке, такође и северно од реке Саве, у Банату, јужној Бачкој, северној Србији, Срему, Барањи и Славонији.
У ове крајеве су поново населили коње, који су нестали са подручја у старијем каменом добу. А тад се појављују и прва запрежна кола са четири точка. Такође, за баденску културу се највише повезује и појава алкохолних пића, јер су у некрополама ове културе често проналажени сетови врчева и шољица са једном ручком за пиће.

## Хронолошка подела
- Баден А (рана или преткласична баденска култура)
- Баден Б (рана класична)
- Баден Ц (касна класична фаза)
- Баден Д (посткласична фаза или хоризонт распада)

## Локалитети
Главни археолошки локалитети културе су:
- Бели Манастир
- Српски Крстур
- Дорослово
- Мокрин
- Оџаци
- Перлез
- Ботска
- Сотин
- Панчево
- Винча
- Гомолава

Значајни локалитети су и Винковци, Вучедол и Вуковар.

## Насеља
Ово је класична пољопривредна култура. Насеља су се састојала од земуница и полуземуница, у долинама река или око језера, једнослојна, са хоризонталом стратиграфијом, ређе су насеља типа тел. У раној фази насеља су неправилних основа, у 2. фази куће су апсидне, имају „подруме“.

## Некрополе
Сем неколико појединачних гробова, на територији наше земље нема некропола Баденске кутлуре. У Мађарској имамо из фазе А 2 некрополе (у првој 2 скелетна гроба и 12 кремација, а у другој је искључиво кремација). У већини случајева је пепео само покривен зделом.
У фази Ц сахрањивање је биритуално. Углавном се ради о вишеструким укопима унутар једне гробне хумке.

## Керамика
Обележје керамике баденске културе је сјајна и црно полирана керамика. Предмети су израђивани урезивањем, убадањем, или плитким канелурама.

### Фаза А
У фази А посуђе је грубо, углавном се праве питоси трбушастог облика, трбушасти лонци С профила са тунеластим дршкама, конични лонци, лонци облика „преврнуто звоно“, коничне зделе. 
Орнамент - вишередне пластичне траке са отисцима прстију. Орнамент се урезује, у облику цик-цак линије у трбушној зони.

### Фаза Б
Карактеристични су пехари са луковичастим трбухом, високим вратом и високо извијеном тракастом дршком, затим вретенаста амфора -  , бута у облику рибе, са високим цилиндричним вратом и канелованим, вретенастим трбухом

### Фаза Ц
Ова фаза представља регионално раслојавање културе.

## Пластика
Пластика је ретка у Баденској култури. Статуета нађена у Вучедолу подсећа на идоле из Винче (Д).

## Теорије о постанку Баденске културе
- Нордијска (О. Менгин, Р. Шмит)
- Југоисточна (Милојчић, Банер-Куциан, Каниц (анадолско порекло))
- Аутохтона (Новотни, Бом, Димитријевић)
- Степско-номадска (Гимбутас, Гарашанин)